# Shu-Aib Walters
Shu-Aib Walters (Fokváros, Dél-afrikai Köztársaság, 1981. december 26.) dél-afrikai labdarúgó, aki jelenleg a Bloemfontein Celticben játszik kapusként.

## Pályafutása
Walters több klub ifiakadémiáját is megjárta, mielőtt szerződtette volna a Clyde Pinelands. 2005-ig maradt itt, majd egy évet töltött a dél-afrikai Vasco da Gamanál. 2006-ban leigazolta a Bloemfontein Celtic. A 2009/10-es szezont kölcsönben a Maritzburg Unitednél töltötte.

## Válogatott
Bár korábban még nem szerepelt a dél-afrikai válogatottban, behívót kapott a 2010-es világbajnokságra.

## Fordítás
Ez a szócikk részben vagy egészben  a   Shu-Aib Walters című angol Wikipédia-szócikk fordításán alapul.  Az eredeti cikk szerkesztőit annak laptörténete sorolja fel. Ez a jelzés csupán a megfogalmazás eredetét és a szerzői jogokat jelzi, nem szolgál a cikkben szereplő információk forrásmegjelöléseként.